# Haliplus signatipennis
Haliplus signatipennis is een keversoort uit de familie watertreders (Haliplidae). De wetenschappelijke naam van de soort is voor het eerst geldig gepubliceerd in 1892 door Régimbart.